# Epictia diaplocia
Espèce
Synonymes
- Leptotyphlops diaplocius Orejas-Miranda, 1969

Epictia diaplocia est une espèce de serpents de la famille des Leptotyphlopidae.

## Répartition
Cette espèce se rencontre en Amazonie au Pérou et au Brésil.

## Publication originale
- Orejas-Miranda, 1969 : Tres nuevos Leptotyphlops (Reptilia: Serpentes). Comunicaciones. Zoológicas del Museo de Historia Natural de Montevideo, vol. 10, n. 124, p. 1-11.